# Aeroporto di Dobbiaco
L'aeroporto di Dobbiaco (in tedesco Flughafen Toblach) è un aeroporto militare dell'Aeronautica Militare situato nel comune di Dobbiaco in provincia autonoma di Bolzano, limitatamente aperto al traffico aereo civile del locale Aeroclub.
Dispone di un'unica pista di volo, in erba, lunga 980 metri e larga 50.

## Storia

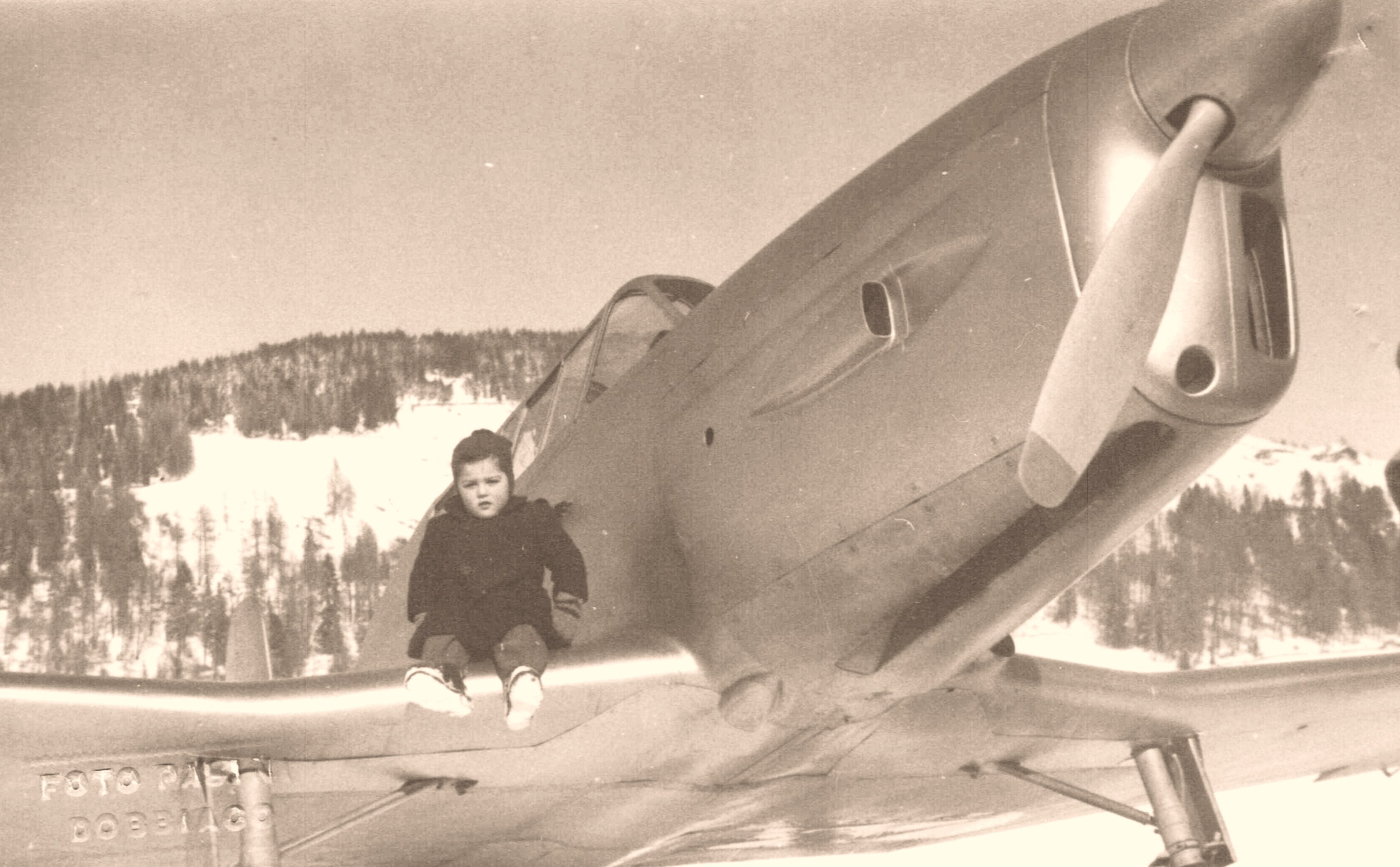
Un giovane dobbiacense su un Fiat G-46 a Dobbiaco (1947).

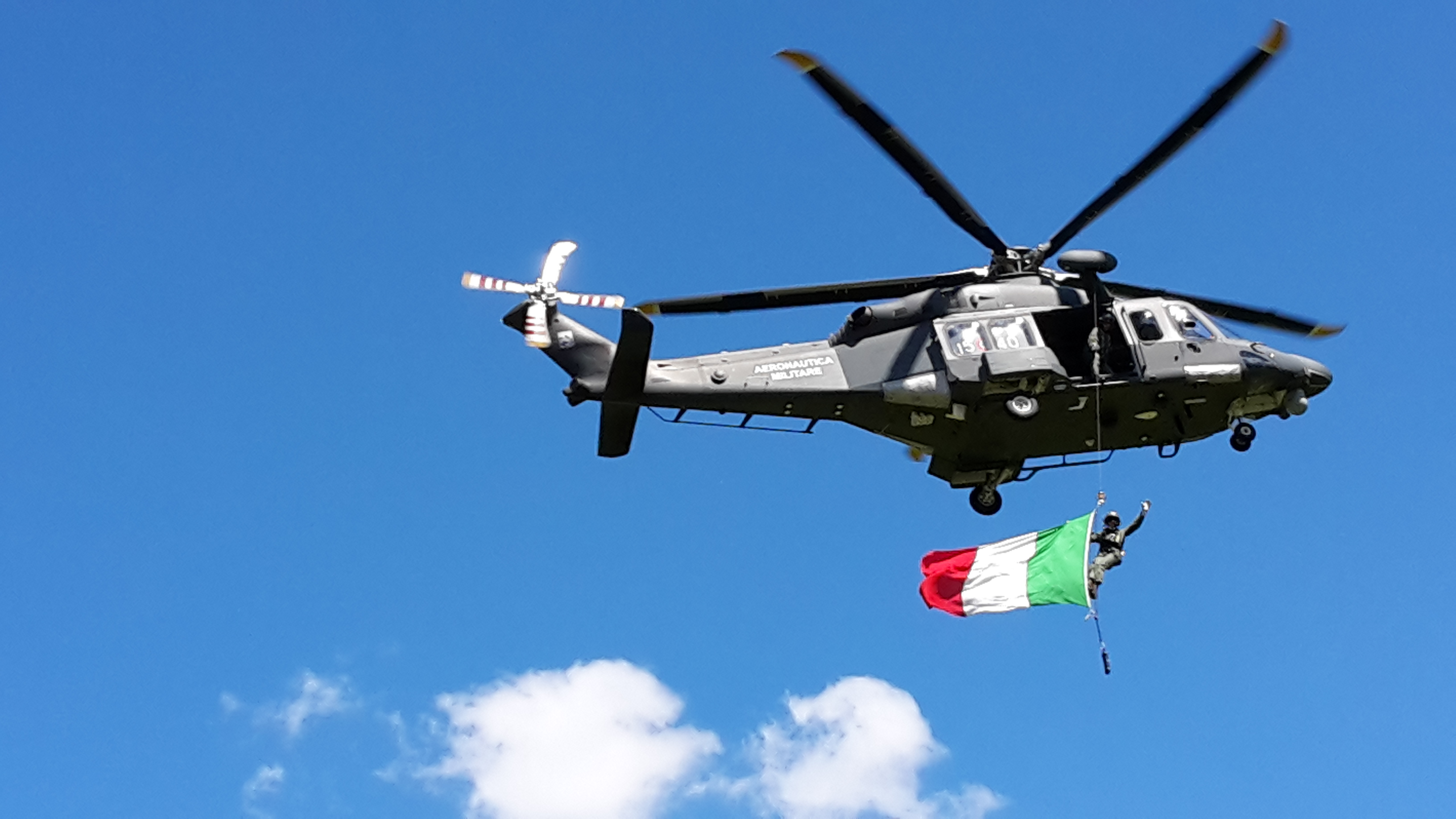
Un HH-139A del 15º Stormo durante il 50° dell'aeroporto

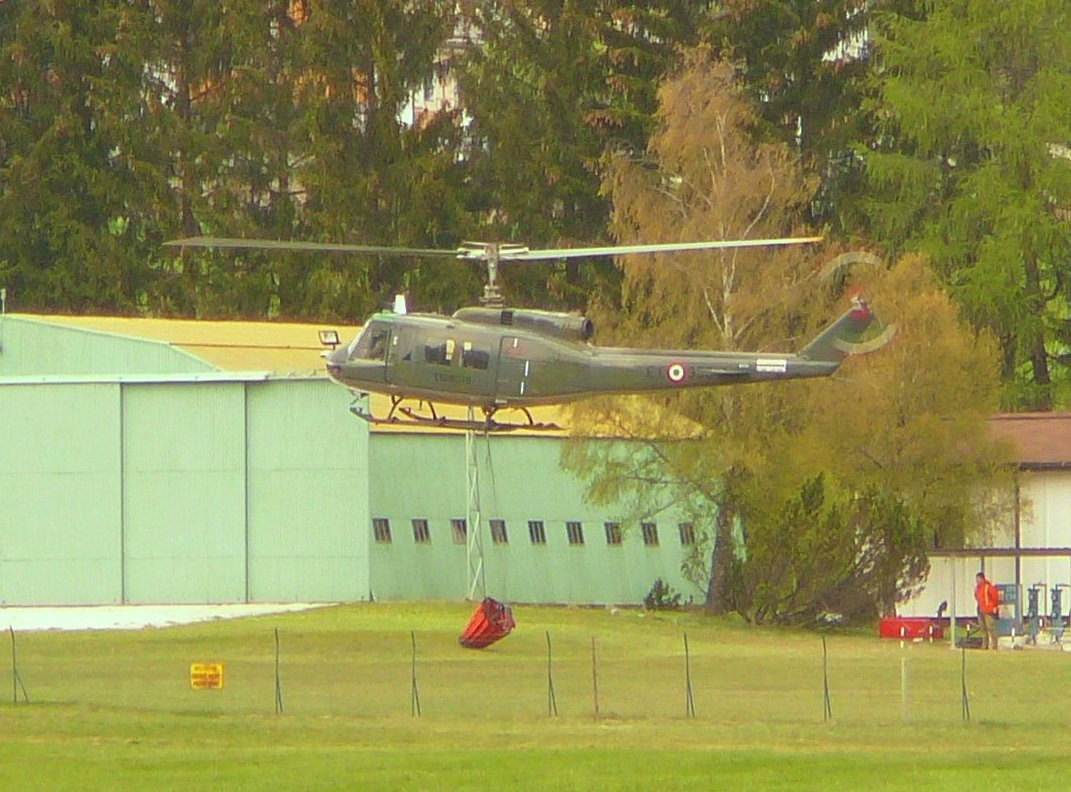
Un elicottero Agusta-Bell AB 205 in decollo dalla piazzola elicotteri di Dobbiaco.

L'attuale aeroporto raccoglie l'eredità del campo di appoggio per le truppe austro-ungariche utilizzato durante la prima guerra mondiale. All'epoca, l'OHL (Alto Comando dell'esercito germanico), in soccorso dell'alleato austro-ungarico, scelse la sella di Dobbiaco dopo un breve e sfortunato utilizzo della parte ad ovest del paese (sotto l'attuale frazione di Santa Maria).
Col passaggio dell'Alto Adige all'Italia, alla fine degli anni trenta la piana divenne di interesse per la Regia Aeronautica per l'addestramento ai voli invernali in seguito alla relazione elaborata dalla 2ª ZAT (Zona Aerea Territoriale) di Padova. Il Ministro dell'Aeronautica approvò nel 1938 il progetto per la costruzione del Campo di Fortuna di Dobbiaco e l'acquisizione della vicina Villa Irma per esigenze logistiche, centro di formazione per corsi di sopravvivenza in montagna per il personale navigante delle forze armate.
Durante la seconda guerra mondiale, nonostante la realizzazione delle strutture non fosse completata, venne svolta attività di volo con velivoli dotati di pattini soprattutto per addestrare il personale su terreno innevato o da impiegare nell'osservazione aerea.
Tramontato il secondo conflitto mondiale l'attività di volo sul campo di volo riprese sempre allo scopo di addestrare i reparti di alta montagna.
Tra gli anni cinquanta e sessanta l'Aeronautica completò l'infrastruttura, che assunse l'attuale aspetto, concedendo l'uso della pista ed alcune strutture fisse alla neo costituita Aviazione Leggera dell'Esercito e alla società Meteor.
Esso infatti nel 1956 venne utilizzato dalla "Sezione Aerei Leggeri" della Brigata alpina Tridentina (dal 1963 "Reparto Aerei Leggeri") e successivamente nel 1957 anche dalla SAL del 2º Reggimento artiglieria da montagna.
Con l'accentramento dei reparti presso l'aeroporto di San Giacomo a Bolzano, la struttura aeroportuale di Dobbiaco viene utilizzata dall'Aviazione dell'Esercito principalmente per i rischieramenti del 4º raggruppamento ALE "Altair".
Sulla pista furono effettuati degli addestramenti per i piloti, in modo tale da renderli capaci di operare sulla neve con i caccia IMAM Ro.41 dotati di sci e sui Breda Ba.25, dei quali a Dobbiaco ne erano dislocati 3. Negli anni cinquanta era possibile seguire corsi per istruttori di volo a vela ed un corso per il conseguimento di brevetti "C". Fu proprio durante uno di questi esami che morì Dante Vecchi.
Oggi l'aeroporto di Dobbiaco, il cui Decreto Ministeriale che ha definitivamente stabilito le caratteristiche strutturali ai sensi del Codice della Navigazione Aerea è stato firmato dall'allora Ministro della Difesa - On. Tremelloni - l'11 maggio 1966, è in consegna all'Aeronautica Militare ed è sede di un Distaccamento Aeroportuale. Comprende la relativa stazione meteorologica e un'area addestrativa utilizzata dal 6º Reggimento alpini con annessa piazzola elicotteri.
Normalmente utilizzato per attività di volo a vela e per l'addestramento di equipaggi fissi di volo di tutte le Forze Armate, le peculiari caratteristiche ambientali in cui si trova lo rendono unico nel suo genere. Si consideri che è l'aeroporto militare più elevato in quota del Paese. La suggestiva pista in erba costeggia la strada statale 49 della Pusteria.
Con decreto del Ministro della Difesa – Sen. Roberta Pinotti – dal 26 aprile 2016 il Distaccamento Aeroportuale di Dobbiaco è intitolato al Generale di Squadra Aerea Mario Pezzi, Medaglia d'Oro al Valore Aeronautico per aver stabilito, il 22 ottobre 1938, il record di volo in alta quota a bordo di un biplano Caproni Ca.161bis con motore Piaggio e cabina stagna, indossando uno speciale scafandro e raggiungendo la mirabile quota di 17 083 metri nei cieli di Guidonia. Il suo primato è ancora imbattuto per i biplani con motore a pistoni e con propulsione ad elica.
L'aeroporto è regolarmente usato come punto nevralgico per le varie esercitazioni militari che si tengono nella grande area addestrativa della val Pusteria.
Nella stagione estiva è possibile atterrare se si è soci dell'Aeroclub Pusteria, mentre in quella invernale l'area dello scalo viene utilizzato come punto di partenza per le numerose competizioni di sci da fondo come i Ca.STA.
Nel maggio 2016 l'aeroporto ha compiuto 50 anni e nel corso dei festeggiamenti hanno sorvolato Dobbiaco le Frecce Tricolori.

## L'aeroporto di Dobbiaco nel cinema
All'aeroporto di Dobbiaco furono girate alcune scene del film Amanti, per volere del regista Vittorio De Sica, utilizzando un aliante monoposto di tipo SG 38, trainato da uno Stinson L-5 Sentinel dell'Aeroclub di Bolzano; i due velivoli erano pilotati rispettivamente da Werner von Fischer e da Siegfried Freisinger.